# Muralha de Rómulo
Muralha de Rómulo (em latim: Murus Romuli) é o nome dado a uma parede construída para proteger o monte Palatino, a mais central das Sete Colinas de Roma, numa das partes mais antigas da cidade de Roma. A tradição antiga afirma que esta parede foi construída por Rómulo.[carece de fontes?]
Embora na maioria das vezes se acredite ser puramente uma figura mítica, alguns estudiosos, como Andrea Carandini, acreditam que Rómulo foi uma figura histórica real, em parte por causa da descoberta de 1988 na encosta norte do Monte Palatino do que eles acreditam ser a muralha defensiva construída quando Roma foi fundada. Esses arqueólogos afirmam que a descoberta da parede, juntamente com outras descobertas próximas, indicam que Roma emergiu como uma sociedade dinâmica nos séculos VII e VI a.C., significativamente antes do que havia sido calculado.